# Oesophagostomum dentatum
Oesophagostomum dentatum är en rundmaskart som först beskrevs av Rudolphi 1803.  Oesophagostomum dentatum ingår i släktet Oesophagostomum och familjen Strongylidae. Arten är reproducerande i Sverige. Inga underarter finns listade i Catalogue of Life.